# Johan Thorn Prikker
Johan Thorn Prikker, född 6 juni 1868 i Haag, död 5 mars 1932 i Köln, var en holländsk målare, verksam i Tyskland efter 1904.

## Biografi
Thorn Prikker var son till en husmålare. Från 1881 till 1887 studerade han vid Die Kunstakademie i Haag, men lämnade skolan utan att slutföra sina studier. År 1890, introducerade hans vän Jan Toorop honom i arbetet i den belgiska konstnärsgruppen, Les XX, som gav honom tillfälle att ställa ut sina verk. Två år senare gav Joséphin Péladan honom en liknande introduktion till Salon de la Rose & Croix. En stor del av hans målningar, i symbolistisk stil, gjordes under denna period, 1891-1895.

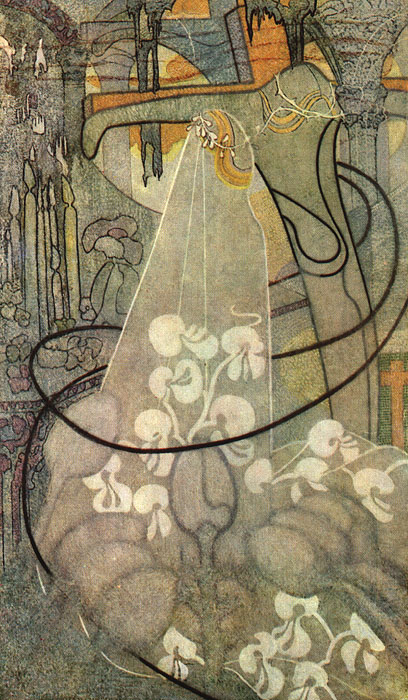
Bruden (1892).

År 1898 blev Thorn Prikker konstnärlig ledare för "Arts & Crafts" galleri i Haag, som sålt många Art Nouveau-objekt och inredningar utöver konstverker. Han började rita möbler vid denna tid, inspirerad av Henry Van de Veldes arbete, som han hade påträffat i Belgien. År 1900 kom han i en konflikt med galleriets grundare, Chris Wegerif (1859-1920), och avgick.
Hans politiska övertygelse gjorde att han fick dålig publicitet (han var en anarkist medan de flesta inom den holländska konstvärlden gynnade socialismen), som hade en negativ inverkan på hans möjligheter att få arbete. År 1904 bestämde han sig för att flytta till Tyskland.
År 1910 började Thorn Prikker i Hagen att delta i avant-garde-rörelsen som sponsrades och främjades av Karl Ernst Osthaus. Han fick snart ett flertal uppdrag på målningar, mosaiker och fönster med målat glas, inklusive sådana på Gesellenhaus (samlingslokal) i Neuss, ritad av Peter Behrens. Under sin vistelse i Hagen, var han lärare på Kunstgewerbeschulen i Essen.
Efter en kort vistelse i Überlingen 1919-1920, flyttade han till München där han undervisade i glasmålning och monumentalkonst, men övergick sedan till Kunstakademie Düsseldorf, följt av Köln Art and Craft-skolan 1926. Han förblev där till sin död, och under sitt sista decennium arbetade han huvudsakligen med mosaiker och målat glas.

## Konstnärskap
Thorn Prikkers verksamhet var mycket eklektisk, och omfattade arkitektur, litografi , möbler, fönster med målat glas, mosaik, gobelänger och bokomslag samt målning. Han arbetade också i en mängd olika stilar såsom symbolism, impressionism och Art Nouveau.
I bisarra symbolmättade målningar och i bland annat textilmönster knöt han an till jugendstilens linjebetonade, ytdekorativa formspråk.

## Verk i urval

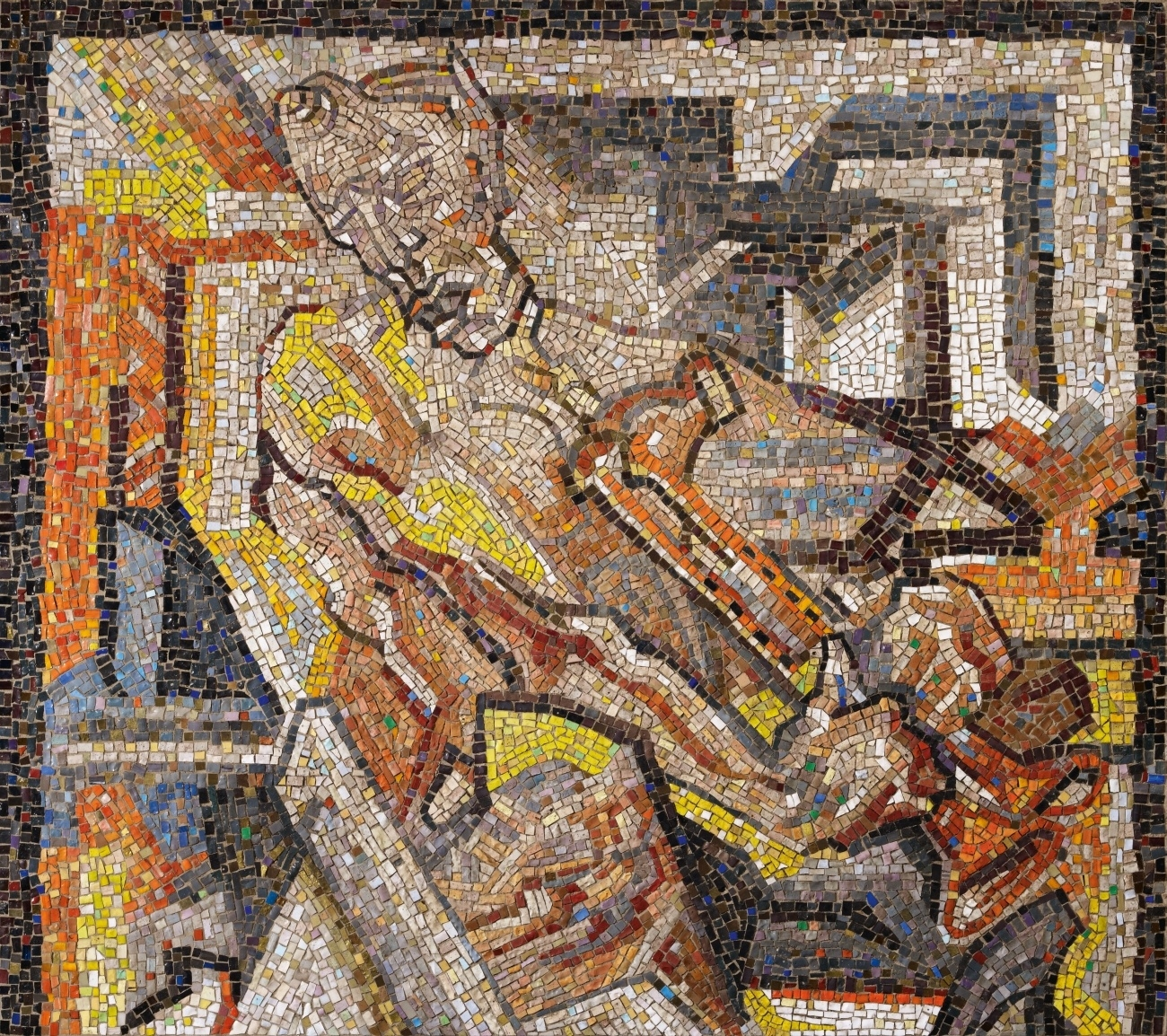
Helig och profan musik
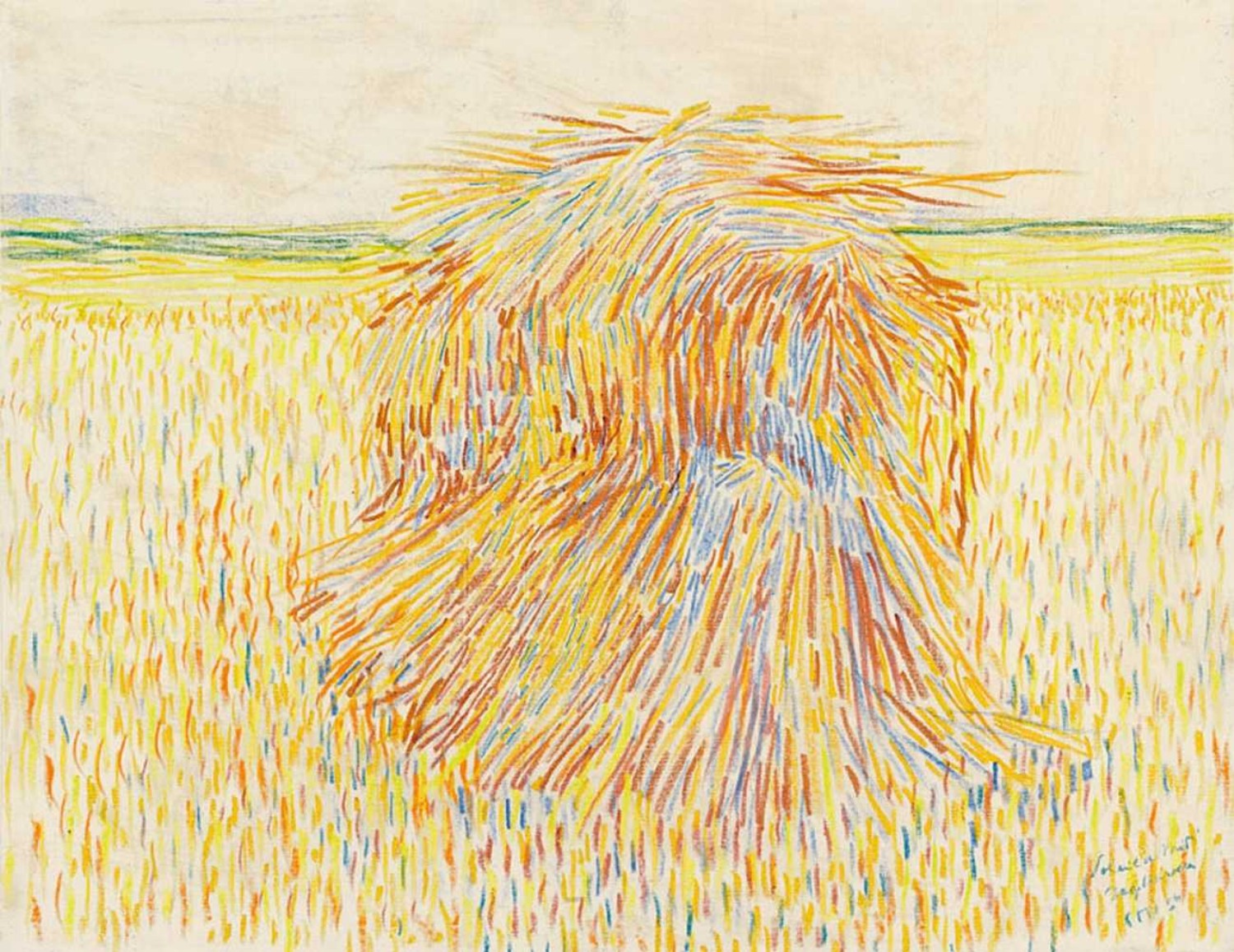
Middagssol
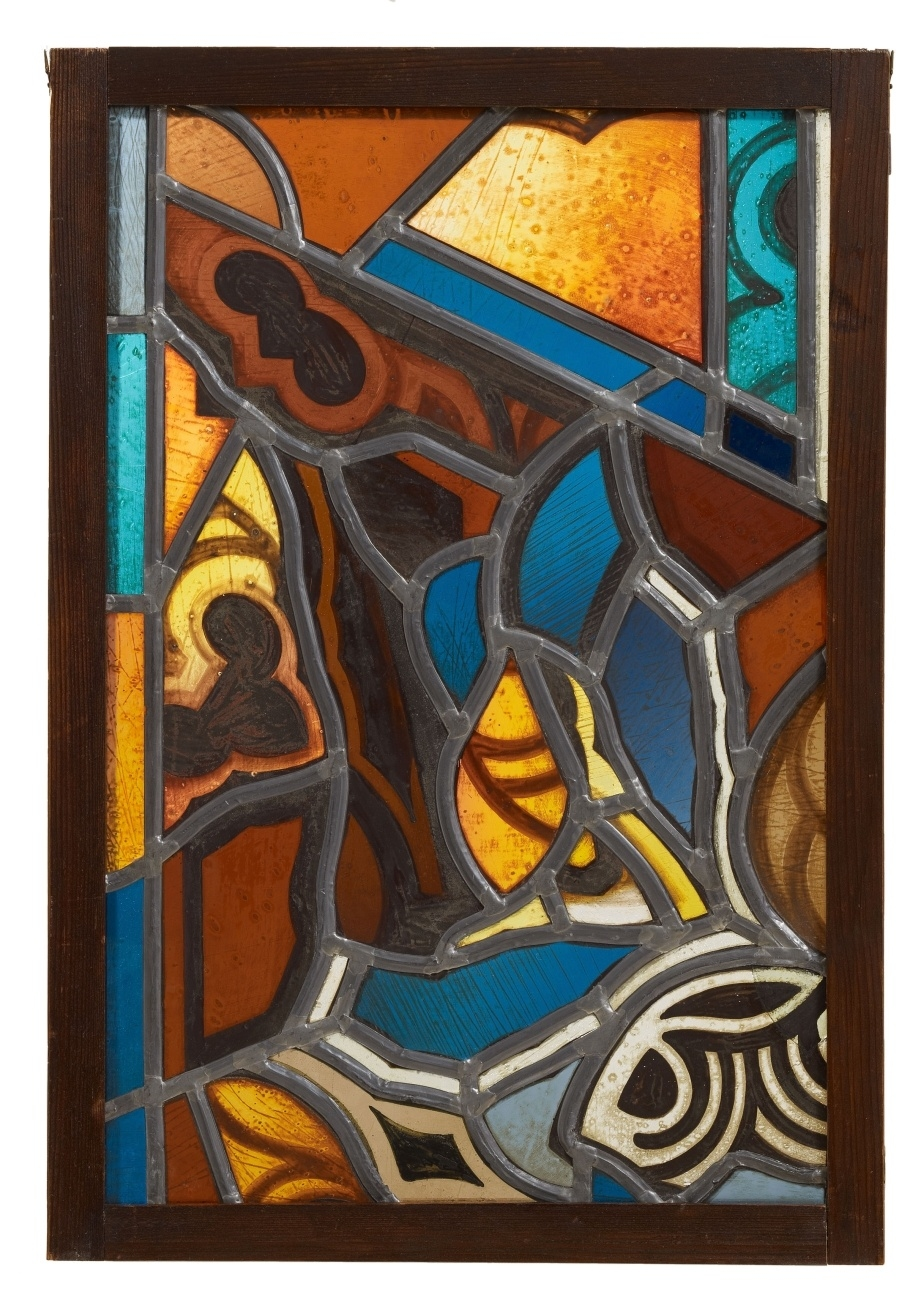
Abstrakr komposition
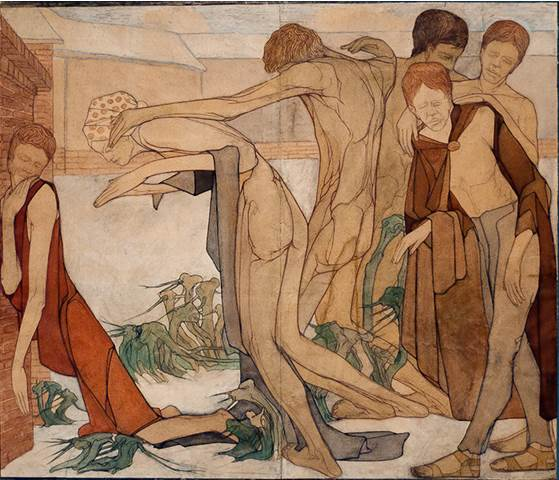
Den blinde